# Sin (Baisieux)
Sin is een gehucht in de Franse gemeente Baisieux in het Noorderdepartement. Het ligt ruim anderhalve kilometer ten westen van het oude dorpscentrum van Baisieux, en is er tegenwoordig mee vergroeid.

## Geschiedenis
De 18de-eeuwse Cassinikaart toont hier de plaatsnaam Sain. De 19de-eeuwse Carte de l'état-major geeft het gehucht weer met de naam Sin.
Ten noorden van Sin opende in 1865 het station Baisieux op de spoorlijn Rijsel-Doornik. Sin en de andere gehuchten in het westen van de gemeente, samen "Petit Baisieux" genoemd, groeiden en namen in belang toe ten opzichte van het oude dorpscentrum ("Grand Baisieux"). Ze lagen op enkele kilometer van de parochiekerk in het centrum, de Église Saint-Martin, die ook te klein werd voor de groeiende bevolking en bij de inwoners van Sin groeide in de tweede helft van de 19de eeuw de vraag naar een eigen kerk. Uiteindelijk werden de plannen in de jaren 1870 concreet, en in 1876 werd de Église Saint-Jean-Baptiste opgericht en ingewijd. De aparte parochie werd in 1879 opgericht.
In de 20ste eeuw groeide het gehucht verder uit. In de tweede helft van de eeuw kwamen er nieuw wijken in het gebied tussen Sin en het centrum van Baisieux, waardoor de twee kernen van de gemeente met elkaar vergroeiden.

## Bezienswaardigheden
- De Église Saint-Jean-Baptiste

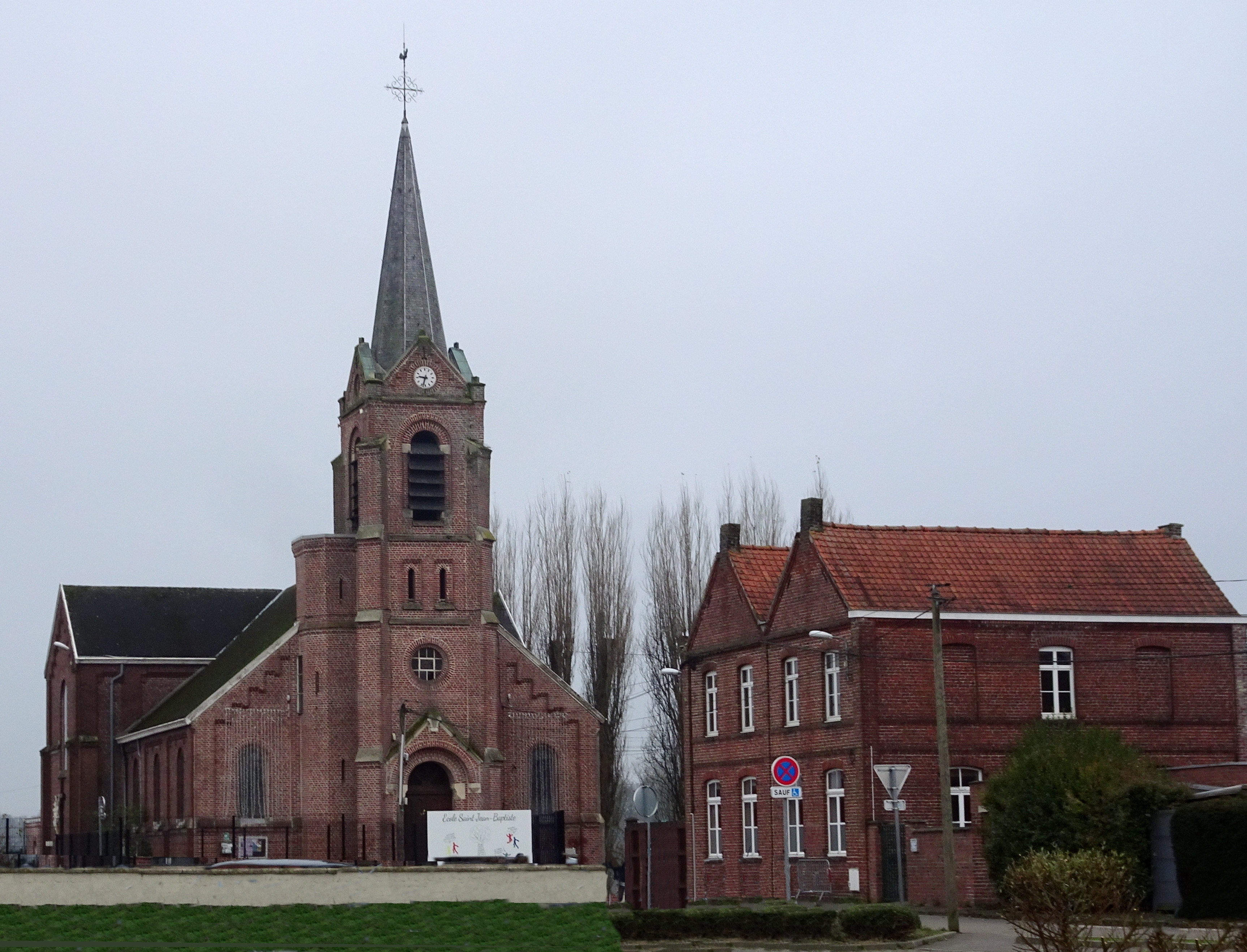
Église Saint-Jean-Baptiste

## Natuur en landschap
Sin ligt aan de spoorlijn van Doornik naar Rijsel waar zich ook een spoorwegstation bevindt: het Station Baisieux. Sin ligt op een hoogte van ongeveer 31 meter.

## Nabijgelegen kernen
Baisieux, Willems, Chereng, Cysoing